# Ткачук, Юрий Петрович
Юрий Петрович Ткачук (род. 10 апреля 1961, Симферополь) — советский футболист, нападающий.

## Биография
Юрий Ткачук родился 10 апреля 1961 года в Симферополе.
Занимался футболом в симферопольской «Таврии».
Играл на позиции нападающего. В 1978 и 1979 годах входил в заявку «Таврии», выступавший в первой лиге, но не появлялся на поле. В сезоне-79 также провёл 1 матч во второй лиге за севастопольскую «Атлантику».
В 1980 году вновь не играл за «Таврию» и часть сезона провёл в симферопольском «Метеоре», провёл 16 матчей в чемпионате Крымской области, забил 8 мячей.
В 1981 году провёл 1 матч в составе «Таврии», вышедшей в высшую лигу. 8 ноября в гостевом поединке 35-го тура чемпионата СССР против тбилисского «Динамо» (0:5) вышел в стартовом составе и был заменён на 60-й минуте. В том же сезоне входил в заявку одесского «Черноморца», но не провёл за него ни одной игры. В составе дублей «Таврии» и «Черноморца» забил по одному голу.
В 1982 году сыграл 12 матчей за вернувшуюся в первую лигу «Таврию», забил 2 мяча. За дубль сыграл 26 матчей, забил 7 голов.
В 1983 году провёл 24 матча во второй лиге за «Атлантику», мячей не забивал.